# Elias Ambühl
Elias Ambühl (Masein, 26 maart 1992) is een Zwitsers freestyleskiër die is gespecialiseerd in de slopestyle en de big air. Hij vertegenwoordigde zijn vaderland op de Olympische Winterspelen 2014 in Sotsji en op de Olympische Winterspelen 2018 in Pyeongchang.

## Carrière
Op de wereldkampioenschappen freestyleskiën 2011 in Deer Valley eindigde Ambühl als twaalfde op het onderdeel slopestyle. De Zwitser maakte zijn wereldbekerdebuut in januari 2013 in Copper Mountain. Een maand later scoorde hij in Silvaplana, dankzij een zevende plaats, zijn eerste wereldbekerpunten. In Voss nam Ambühl deel aan de wereldkampioenschappen freestyleskiën 2013. Op dit toernooi eindigde hij als 43e op het onderdeel slopestyle. Tijdens de Olympische Winterspelen van 2014 in Sotsji eindigde de Zwitser als 22e op het onderdeel slopestyle.
Op 18 november 2017 boekte hij in Milaan zijn eerste wereldbekerzege. Tijdens de Olympische Winterspelen van 2018 in Pyeongchang eindigde Ambühl als negende op het onderdeel slopestyle.

## Resultaten

### Olympische Winterspelen
| Jaar | Plaats      | Resultaten     |
| ---- | ----------- | -------------- |
| 2014 | Sotsji      | 22e Slopestyle |
| 2018 | Pyeongchang | 9e Slopestyle  |

### Wereldkampioenschappen
| Jaar | Plaats      | Resultaten     |
| ---- | ----------- | -------------- |
| 2011 | Deer Valley | 12e Slopestyle |
| 2013 | Voss        | 43e Slopestyle |

### Wereldbeker
Eindklasseringen
| Seizoen   | Algm | BA     | SS  |
| --------- | ---- | ------ | --- |
| 2012/2013 | 137e | –      | 26e |
| 2013/2014 | 92e  | –      | 18e |
| 2015/2016 | 106e | –      | 23e |
| 2017/2018 | 19e  | Zilver | 23e |

Wereldbekerzeges
| Datum            | Plaats | Onderdeel |
| ---------------- | ------ | --------- |
| 18 november 2017 | Milaan | Big air   |